# Otto Erbert
Otto Erbert (* 30. Oktober 1841 in Jena; † 13. November 1917 in Plauen) war ein deutscher Kaufmann, Unternehmer und sächsischer Politiker.

## Leben
Erbert lebte in Plauen im Vogtland und war Inhaber der Deutschen Gardinen-Fabrik Otto Erbert. Ab spätestens 1888 war ehrenamtlich als Handelsrichter tätig. Von Oktober 1905 bis zu seinem Tod war er Abgeordneter in der I. Kammer des Sächsischen Landtags.
Erbert war einer der Stifter der Zschweigert-Erbert-Stiftung und Mitglied der Sektion Plauen des Deutschen Alpenvereins. Er gehörte ab 1897 dem Aufsichtsrat des 1889 gegründeten und in Plauen ansässigen Bankhauses Vogtländische Bank AG an, um 1914 war er sogar Aufsichtsratsvorsitzender. Zu seinem 70. Geburtstag spendete er 48.000 Mark für wohltätige Zwecke. Die Einlage in der Otto-Erbert-Stiftung erhöhte er auf 50.000 Mark. In Anerkennung seines karitativen und gesellschaftlichen Engagements wurde ihm der Ehrentitel eines (königlich sächsischen) Geheimen Kommerzienrats verliehen.
Erbert starb im November 1917 in Plauen. Wenige Tage zuvor hatte er zu seinem 50-jährigen Bürgerjubiläum in Plauen vom dortigen Stadtrat noch eine Glückwunschurkunde bekommen.

## Ehrungen
In Plauen-Oberlosa und in Jena ist jeweils eine Straße nach ihm benannt.